# Ертис-орманы
Государственный лесной природный резерват «Ертис-орманы» (каз. «Ертіс орманы» мемлекеттік орман табиғи резерваты) расположен в Щербактинском и Лебяжинском районах Павлодарской области.
Создан постановлением Правительства Республики Казахстан № 75 «О реорганизации отдельных государственных учреждений Комитета лесного и охотничьего хозяйства Министерства сельского хозяйства Республики Казахстан» от 22 января 2003 года в целях сохранения и восстановления уникальных ленточных боров Прииртышья. Находится в ведении Комитет лесного хозяйства и животного мира Министерства сельского хозяйства Республики Казахстан.

## Местонахождение и границы
Протяженность территории ГЛПР с севера на юг 133 км, с запада на восток 130 км.
Площадь резервата «Ертіс орманы» 277 961 га, из них:
- на территории Щербактинского района — 117 816 га;
- на территории Лебяжинского района — 160 145 га.

## Климат
ГЛПР расположен в подзоне сухой степи, характеризующейся резко континентальным климатом с жарким сухим летом, суровой малоснежной зимой, большими амплитудными колебаниями температур. К неблагоприятным особенностям климата района расположения ГЛПР, создающим экстремальные условия для произрастания древесной растительности следует отнести поздние весенние и ранние осенние заморозки, засухи, сильные ветры, которые часто переходят в пыльные бури. Абсолютный максимум температуры воздуха наблюдается в июле и достигает +41 °C, абсолютный минимум равен −49 °C. Продолжительность безморозного периода по наблюдениям метеостанции составляет 117 дней. Относительная влажность воздуха в холодный период года значительно выше, чем летом.

## Гидрология
Характерной особенностью гидрологических условий района расположения резервата является полное отсутствие рек, речек, ручейков, родников.
На территории ГЛПР имеется небольшое количество мелких соленых озёр с низкими берегами, часть из которых в засушливые годы пересыхают, превращаясь в соры и солончаки, а также несколько искусственных водоёмов и скважин, которые используются как источники воды для технических нужд, тушения лесных пожаров, водопоя для диких животных.

## Флора и фауна

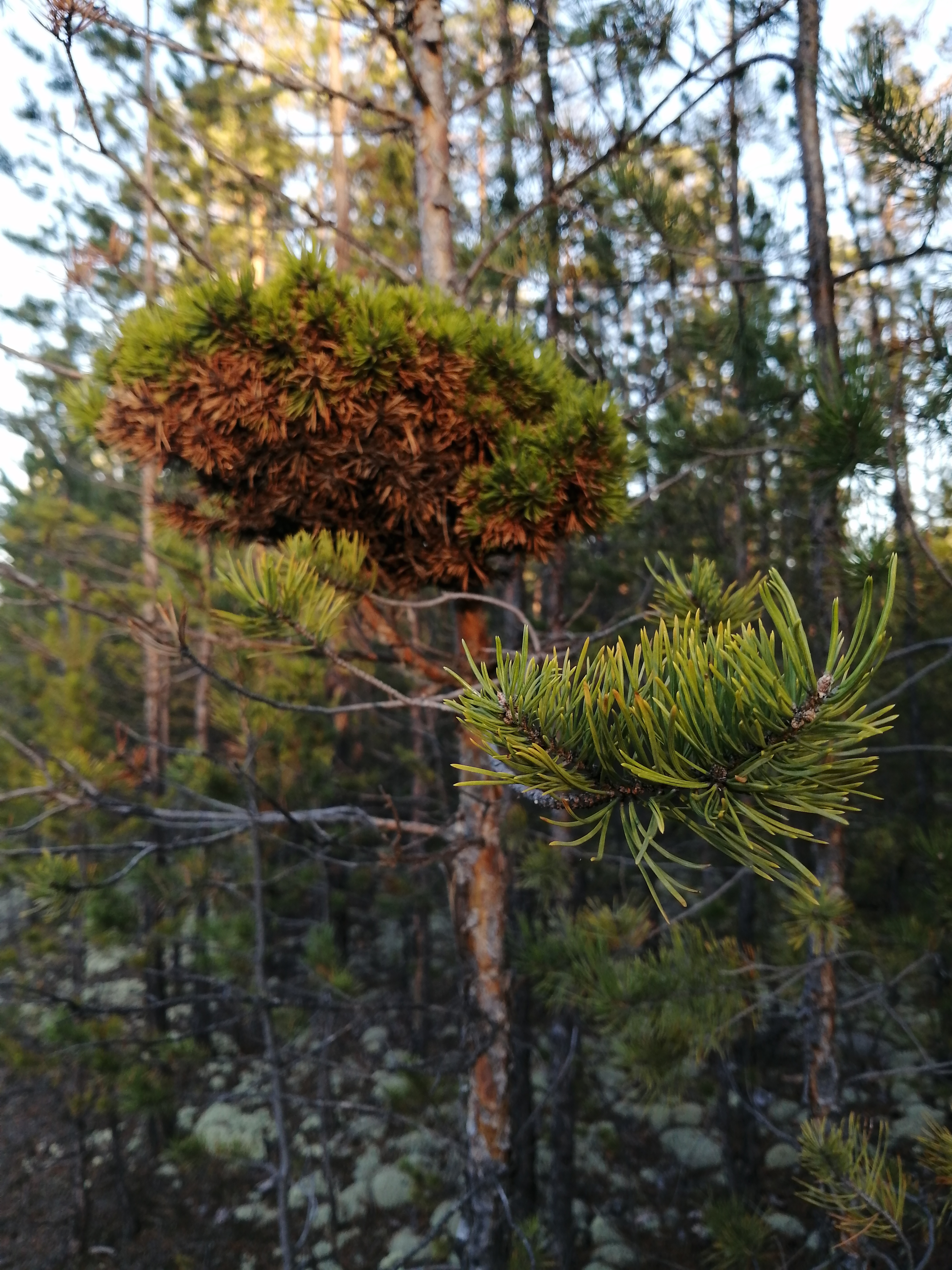
Мох на сосновой ветке в резервате

Ленточные боры произрастают на песчаных почвах. В растительном покрове господствует ковыльно-типчаковая формация: ковыль Иоанна, типчак, тонконог сизый, осока приземистая, полынь полевая и др.
Покрытые лесом — 148,3 тыс. га (65 % от лесных угодий), из которых 28,4 тыс. га — лесные культуры. Несомкнувшиеся лесные культуры занимают незначительную площадь — 2,1 тыс. га (1 % от площади лесных угодий) и представлены посадками сосны.
Основными лесообразующими породами являются: сосна — 140,7 тыс. га (94,9 % от покрытых лесом угодий), осина — 4,7 тыс. га (3,2 %), берёза — 1,1 тыс. га (0,7 %).
Животный мир ленточных боров довольно разнообразный. Обитают до 40 видов млекопитающих, 200 видов птиц. В борах распространены лось, косуля, лисица, корсак, заяц-беляк и заяц-русак, степной сурок, волк, рысь, белка, хорёк, тушканчики и др.